# Friedebach (Sayda)
Friedebach in ein Stadtteil von Sayda im Landkreis Mittelsachsen in Sachsen.

## Entstehung des Namens
Friedebach war ein Waldhufendorf. 1207 wurde „Fridbach“ erstmals erwähnt. 1438 tritt der Ort urkundlich als „Fredebac“ und 1451 dann unter dem heutigen Namen in Erscheinung.
Namensursprung: mhd. Vrid, fride = Einzäunung, Schutz, eingezäuntes, eingefriedigtes und so geschütztes Land am Bach, eingezäunter Bach zum Schutze des Fischwassers

## Geschichte
1207 bestätigte König Ottkar von Böhmen dem Kloster Ossegg zwei Hufen im Ort. Die ersten Siedler aus Böhmen legten Friedebach im Saydaer Raum an. Am 3. September 1209 bestätigte der Erzbischof Daniel von Prag dem Kloster Ossegg einen Huf in Friedebach. Im Lehnbrief von 1479 wird Caspar von Schönberg die Jagd auf Fluren, die ihm nicht gehören, verliehen. Ein furchtbares Gewitter mit „Schloßenwetter“ ging am 15. Mai 1622 über dem Ort nieder, ein Haus und eine Scheune wurde von den Wassermassen weggerissen, acht Menschen ertranken in den Fluten. 1841 erwarb der Bäckermeister Friedrich Albert Schubert aus Zwönitz die Mittelmühle und richtet eine Weißbäckerei ein. Im Jahr 1847 begann der Friedebacher Orgelbauer Carl Gottlieb Jeheber mit dem Bau der Saydaer Orgel (Kostenangebot 3000 Taler). Das Erbgericht ging in Konkurs, die Gemeinde erwarb das Gut für 3100 Taler und das dazugehörige Häuslerhaus mit Garten für 3000 Taler. Die Richtermühle wurde abgetragen. Herr Rechenberger aus Sayda stellte den Antrag, auf dem Grundstück eine Flachsschwingerei zu errichten. Die Gemeinde wurde 1912 Mitglied des Überlandstromverbandes Freiberg. Das Glöß'sche Gut wurde durch Zwangsversteigerung Eigentum der Gemeinde. Die Gemeinde schaffte einen von Stellmacher Wenzel hergestellten Leichenwagen an.
Kurz vor Kriegsende im April/Mai 1945 beschossen Flugzeuge noch Wohngebäude. Dadurch wurden die Anwesen von Kurt Müller und Robert Kaltofen in Brand geschossen und brannten ab. 1945 wurden mehrere Friedebacher Bürger in Internierungslager gebracht. Drei von ihnen kehrten nicht wieder zurück. Weitere Bürger nahmen sich in den ersten Mai-Tagen selbst das Leben.
Am 1. April 1958 fand die Gründung der LPG „Frisch-Auf“ im Gasthof Meyer mit 5 Betrieben und insgesamt 66 ha Land statt. Gründer waren: Alfred Braun, Kurt Braun, Albin Müller, Siegfried Naumann und Ella Walther. Vorsitzender wurde Alfred Braun. 1977 bis 1984 wurde der obere Gasthof (Gottfried Meyer) verkauft und zu einer modernen Ferieneinrichtung umgebaut. Der Betrieb aus Jänschwalde (ein Betrieb der Braunkohle) baute ein großes Bettenhaus und eine moderne Schwimmhalle. 133 Ferienplätze entstanden.
Die Poststelle Friedebach schloss am 31. März 1992. Die Gemeinde wurde als Landzustellbezirk eingerichtet (Zusteller mit Kfz). Die Zustellung erfolgt von der Poststelle Sayda aus. Am 1. Oktober 1996 baute das Sägewerk Wenzel ein neues, modernes, leistungsstarkes Sägewerk am bisherigen Standort auf. Die Freiwillige Feuerwehr Friedebach beging das 120-jährige Gründungsfest im Juni 1997.

## Entwicklung der Einwohnerzahl
| Jahr    | Einwohnerzahl                             |
| ------- | ----------------------------------------- |
| 1548/51 | 44 besessene Mann, 96 Inwohner            |
| 1764    | 37 besessene Mann, 34 Häusler, 25 ½ Hufen |
| 1834    | 879                                       |
| 1871    | 978                                       |

| Jahr | Einwohnerzahl |
| ---- | ------------- |
| 1890 | 926           |
| 1910 | 839           |
| 1925 | 792           |
| 1939 | 731           |

| Jahr | Einwohnerzahl |
| ---- | ------------- |
| 1946 | 854           |
| 1950 | 881           |
| 1964 | 762           |
| 1990 | 574           |

## Sehenswürdigkeiten

### Mittelmühle
Am Talhang gelegen findet der Besucher diese ehemalige Getreide- und Ölmühle. Besichtigt werden können ein Leinschrotofen, eine Stempelpresse, ein großes Wasserrad und eine Daumenwelle mit sechs Stampfpaaren aus der Zeit vor 1958. Denn bis dahin wurde noch in der Mühle gearbeitet.

### Röhrenbohrerei

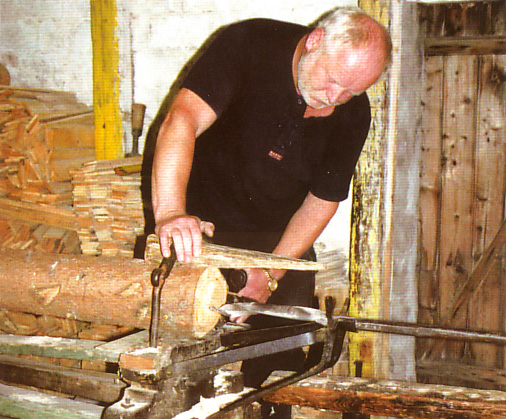
Röhrenbohrer bei der Arbeit

Einmalig in Europa ist der Antrieb einer Röhrenbohrerei durch Wasserkraft. Im Jahre 1864 errichtete der Baumeister Neubert in Friedebach ein Röhrenbohrgebäude, in dem das Bohren von Wasserleitungen aus Holzstämmen mit einem unterschlächtigen Wasserradantrieb betrieben wurde. Der Wasserradantrieb wurde später durch einen Elektromotor ersetzt. Die Röhrenbohrerei ist immer noch funktionsfähig. Schauvorführungen durch einen der letzten Röhrenbohrer sind nach Voranmeldung möglich.